# Filmfestivalen i Cannes 2008
Den 61:a årliga filmfestivalen i Cannes hölls den 14–25 maj 2008. Ordförande för den officiella juryn var den amerikanska skådespelaren och regissören Sean Penn. Tjugotvå filmer från fjorton länder valdes ut för att tävla om Guldpalmen. Priset tillkännagavs den 24 maj och vinnaren var filmen Mellan väggarna ( Entre les murs ), regisserad av Laurent Cantet.
Festivalen öppnade med Blindness, regisserad av Fernando Meirelles och avslutades med What Just Happened, regisserad av Barry Levinson. Édouard Baer var konferencier. Hunger, regisserad av Steve McQueen, öppnade sektionen Un Certain Regard.
Den brittiska pressen rapporterade att listan över tävlingsfilmer i år utmärkte sig genom sin frånvaro av brittiska filmer för andra året i rad. Förutom filmer som valts ut för tävling hade flera stora Hollywood-produktioner, som Indiana Jones och Kristalldödskallens rike och Kung Fu Panda, sina världspremiärer på festivalen.

## Juryer

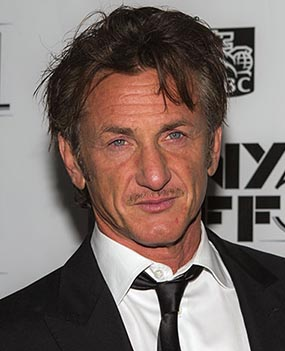
Sean Penn, ordförande för guldpalmsjuryn 2008

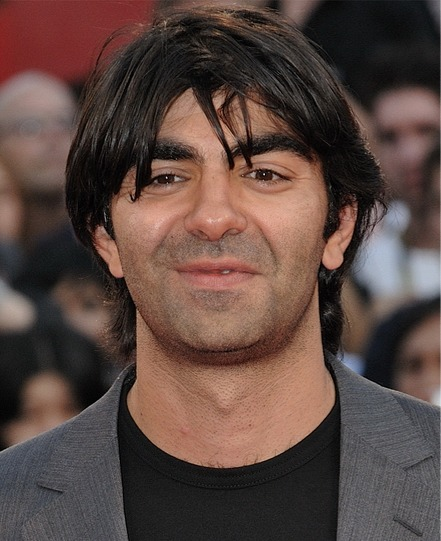
Fatih Akin, ordförande för juryn Un Certain Regard 2008

### Huvudtävling
Följande personer ingick i guldpalmsjuryn för det officiella urvalet 2008:
- Sean Penn (amerikansk skådespelare och regissör) Juryordförande
- Jeanne Balibar (fransk skådespelerska och sångerska)
- Rachid Bouchareb (fransk-algerisk regissör)
- Sergio Castellitto (italiensk skådespelare och regissör)
- Alfonso Cuaron (mexikansk regissör)
- Alexandra Maria Lara (tysk/rumänsk skådespelerska)
- Natalie Portman (israelisk-amerikansk skådespelerska)
- Marjane Satrapi (iransk-fransk författare och regissör)
- Apichatpong Weerasethakul (thailändsk regissör)

### Un Certain Regard
Följande personer var med i juryn för Un certain regard.
- Fatih Akin (turkisk-tysk regissör) Ordförande
- Anupama Chopra (indisk filmkritiker och författare)
- Yasser Moheb (kritiker)
- Yekaterina Mtsituridze (journalist)
- José Maria Prado (Chef för spanska filmoteca)

### Cinefondation och kortfilmer
Följande personer var med i juryn för Cinefondation och kortfilmer.
- Hou Hsiao-hsien (taiwanesisk regissör) Ordförande
- Olivier Assayas (fransk regissör)
- Susanne Bier (dansk regissör)
- Marina Hands (fransk skådespelerska)
- Laurence Kardish (amerikansk kurator)

### Caméra d'Or
Följande personer var med i juryn för Caméra d'Or-priset.
- Bruno Dumont (fransk regissör) Ordförande
- Isabelle Danel (kritiker)
- Jean-Michel Frodon (kritiker)
- Monique Kourdine (Fédération des Industries Tech)
- Willy Kurant (filmfotograf)
- Jean Henri Roger (regissör)

## Officiellt urval

### I tävlan - Spelfilmer
Följande långfilmer tävlade om Guldpalmen : 
| Engelsk titel                                     | Originaltitel                                     | Regissör(er)                     | Land         |
| ------------------------------------------------- | ------------------------------------------------- | -------------------------------- | ------------ |
| 24 City                                           | 二十四城记/二十四城記 (Er shi si cheng ji)        | Jia Zhangke                      | Kina         |
| Adoration                                         | Adoration                                         | Atom Egoyan                      | Kanada       |
| Blindness                                         | Blindness                                         | Fernando Meirelles               | Brasilien    |
| Changeling                                        | Changeling                                        | Clint Eastwood                   | USA          |
| Che (Part I: The Argentine and Part II: Guerilla) | Che (Part I: The Argentine and Part II: Guerilla) | Steven Soderbergh                | USA          |
| A Christmas Tale                                  | Un conte de Noël                                  | Arnaud Desplechin                | Frankrike    |
| The Class                                         | Entre les murs                                    | Laurent Cantet                   | Frankrike    |
| Delta                                             | Delta                                             | Kornél Mundruczó                 | Ungern       |
| Il Divo                                           | Il Divo                                           | Paolo Sorrentino                 | Italien      |
| Frontier of Dawn                                  | La frontière de l'aube                            | Philippe Garrel                  | Frankrike    |
| Gomorrah                                          | Gomorra                                           | Matteo Garrone                   | Italien      |
| The Headless Woman                                | La mujer sin cabeza                               | Lucrecia Martel                  | Argentina    |
| Leonera                                           | Leonera                                           | Pablo Trapero                    | Argentina    |
| Linha de Passe                                    | Linha de Passe                                    | Walter Salles and Daniela Thomas | Brasilien    |
| My Magic                                          | My Magic                                          | Eric Khoo                        | Singapore    |
| Palermo Shooting                                  | Palermo Shooting                                  | Wim Wenders                      | Tyskland     |
| Service                                           | Serbis                                            | Brillante Mendoza                | Filippinerna |
| Lorna's Silence                                   | Le silence de Lorna                               | Jean-Pierre and Luc Dardenne     | Belgien      |
| Synecdoche, New York                              | Synecdoche, New York                              | Charlie Kaufman                  | USA          |
| Three Monkeys                                     | Üç Maymun                                         | Nuri Bilge Ceylan                | Turkiet      |
| Two Lovers                                        | Two Lovers                                        | James Gray                       | USA          |
| Waltz with Bashir                                 | ואלס עם באשיר (Vals Am Bashir)                    | Ari Folman                       | Israel       |

### Un Certain Regard
Följande filmer valdes ut för tävlingen av Un Certain Regard : 

- Afterschool av Antonio Campos
- Hunger av Steve McQueen
- De ofrivilliga av Ruben Östlund
- I Want to See (Je veux voir) av Joana Hadjithomas and Khalil Joreige
- Johnny Mad Dog av Jean-Stéphane Sauvaire
- The Dead Girl's Feast (A Festa da Menina Morta) av Matheus Nachtergaele
- La Vie moderne av Raymond Depardon
- Salt of this Sea (Le Sel de la mer) av Annemarie Jacir
- Los Bastardos av Amat Escalante
- O' Horten av Bent Hamer
- Parking av Chung Mong-Hong
- Soi Cowboy av Thomas Clay
- Tokyo!, av Michel Gondry Leos Carax and Bong Joon-ho
- Tokyo Sonata av Kiyoshi Kurosawa
- Tulpan av Sergey Dvortsevoy
- Tyson av James Toback
- Versailles av Pierre Schoeller
- Wendy and Lucy av Kelly Reichardt
- Cloud 9 (Wolke Neun) av Andreas Dresen
- Ocean Flame (Yíbàn Haǐshuǐ, Yíbàn Huǒyàn) av Fendou Liu

### Filmer utom tävlan
Följande filmer valdes ut för att tävlas:  

- The Chaser (Chugyeogja) av Na Hong-jin (Sydkorea)
- The Good, the Bad, the Weird (Joheunnom nabbeunnom isanghannom) av Kim Jee-woon (Sydkorea)
- Indiana Jones och kristalldödskallens rike av Steven Spielberg (USA)
- Kung Fu Panda av John Stevenson and Mark Osborne (USA)
- Maradona av Emir Kusturica (Serbien)
- Surveillance av Jennifer Chambers Lynch (USA)
- Vicky Cristina Barcelona av Woody Allen (USA)
- What Just Happened? av directed av Barry Levinson (USA)

### Särskilda visningar
Följande filmer valdes ut för särskilda visningarna:

- Ashes of Time Redux av Wong Kar-wai (Kina)
- C'est dur d'être aimé par des cons av Daniel Leconte (Frankrike)
- Chelsea on the Rocks av Abel Ferrara (USA)
- Of Time and the City av Terence Davies (Storbritannien)
- Roman Polanski: Wanted and Desired av Marina Zenovich (USA, Storbritannien)
- The Third Wave av Alison Thompson (USA, Sri Lanka)
- Wild Blood (Sanguepazzo) av Marco Tullio Giordana (Italien, Frankrike)

### Cinéfondation
Följande kortfilmer valdes ut i tävlingen Cinéfondation : 

- August 15th (Ba yue shi wu) av Jiang Xuan
- Blind Spot av Johanna Bessiere, Nicolas Chauvelot, Olivier Clert, Cécile Dubois Herry, Yvon Jardel, Simon Rouby
- El Reloj (The Watch) av Marco Berger
- Et dans mon coeur j'emporterai (And I’ll Keep in My Heart) av Yoon Sung-A
- Forbach av Claire Burger
- Gata av Diana Mkrtchyan
- Gestern In Eden (The Other Day In Eden) av Jan Speckenbach
- Himnon (Anthem) av Elad Keidan
- Illusion Dwellers av Robb Ellender
- Interior. Scara de Bloc (Interior. Bloc of Flats Hallway) av Ciprian Alexandrescu
- Kestomerkitsijät (Roadmarkers) av Juho Kuosmanen
- Naus av Lukás Glaser
- O som e o resto (Sound and the Rest) av André Lavaquial
- Shtika (Silence) av Hadar Morag
- Stop av Park Jae-Ok
- The Maid av Heidi Saman
- This Is a Story About Ted and Alice av Teressa Tunney

### Kortfilmstävling
Följande kortfilmer tävlade om Guldpalmen för bästa kortfilm : 

- 411-Z av Daniel Erdélyi
- Buen Viaje av Javier Palleiro
- De moins en moins av Mélanie Laurent (Frankrike)
- El Deseo av Marie Benito
- Jerrycan av Julius Avery
- Love You More av Sam Taylor-Wood
- Megatron av Marian Crişan
- My Rabbit Hoppy av Anthony Lucas
- Smafuglar av Rúnar Rúnarsson

### Cannes Classics
Sektionen Cannes Classics sätter fokus på dokumentärer om bio  och restaurerade mästerverk från förr. 
Hyllningar
- Douro, faina fluvial av Manoel de Oliveira (1931, kort) [21]

Dokumentärer om film

- Il était une fois...Lawrence d'Arabie av Anne Kunvari (2008)
- La Collection Cinéma cinémas av Claude Ventura (2008)
- No Subtitles Necessary: Laszlo & Vilmos av James Chressanthis (2008)
- The Mystery of Samba (O mistério do Samba) av Jabor Carolina, Buarque De Hollanda Lula (2008)

Restaurerade filmer

- 13 jours en Frankrike av Claude Lelouch and François Reichenbach (1968)
- 24 Hours in the Life of a Woman (24 Heures de la vie d'une femme) av Dominique Delouche (1968)
- Anna Karenina av Alexandre Zarkhi (1967)
- The Big Snooze av Robert Clampett (1946, short)
- Birds Anonymous av Friz Freleng (1957, short)
- Blazing Saddles av Mel Brooks (1974)
- Bonnie and Clyde av Arthur Penn (1967)
- Book Revue av Robert Clampett (1945, short)
- Captain Blood av Michael Curtiz (1935)
- Dirty Harry av Don Siegel (1971)
- Duck Amuck av Charles M. Jones (1951, short)
- The Effect of Gamma Rays on Man-in-the-Moon Marigolds av Paul Newman (1972)
- Enter the Dragon av Robert Clouse (1973)
- Fingers av James Toback (1977)
- Gamperaliya av Lester James Peries (1965)
- Guide av Vijay Anand (1965)
- The Housemaid (Hanyo) av Kim Ki-young (1960)
- I Am a Fugitive From a Chain Gang av Mervyn Leroy (1932)
- I Love to Singa av Tex Avery (1936, short)
- Interviews with My Lai Veterans av Joseph Strick (1971)
- The Invisible Man av James Whale (1933)
- Let's Get Lost av Bruce Weber (1989)
- Lola Montes av Max Ophuls (1955)
- The Long Day's Dying av Peter Collinson (1968)
- The Matrix av Larry Wachowski, Andy Wachowski (1999)
- One Froggy Evening av Charles M. Jones (1955, short)
- Orphee av Jean Cocteau (1949)
- The Passionate Friends av David Lean (1948)
- Peppermint Frappé av Carlos Saura (1968)
- Porky in Wackyland av Robert Clampett (1938, short)
- Rabbit of Seville av Charles M. Jones (1949, short)
- Santa Sangre av Alejandro Jodorowsky (1989)
- The Savage Eye av Ben Maddow, Sidney Meyers, Joseph Strick (1960)
- Susuz Yaz av Metin Erksan (1964)
- This Happy Breed av David Lean (1944)
- Touki Bouki av Djibril Diop Mambety (1973)
- What Ever Happened to Baby Jane? av Robert Aldrich (1962)
- What's Opera, Doc? av Chuck Jones (1957, short)
- What's Up Doc? av Peter Bogdanovich (1972)
- Zigeunerweisen av Seijun Suzuki (1980)

## Parallella sektioner

### Internationella kritikerveckan
Följande filmer visades under den 47:e internationella kritikerveckan (47e Semaine de la Critique):
Tävling i långfilm

- Better Things av Duane Hopkins (Storbritannien, Tyskland)
- The Stranger in Me (Das Fremde in mir) av Emily Atef (Tyskland)
- Everybody Dies But Me (Vse umrut, a ya ostanus) av Valeriya Gai Germanika (Ryssland)
- Blood Appears (La Sangre brota) av Pablo Fendrik (Argentina, Frankrike, Tyskland)
- Les grandes personnes - De vuxna av Anna Novion (Frankrike, Sverige)
- Moscow, Belgium (Aanrijding in Moscou) av Christophe Van Rompaey (Belgien)
- Snow (Snijeg) av Aida Begić (Bosnien och Hercegovina, Tyskland, Frankrike, Iran)

Kortfilmstävling

- A espera (L’attente) av Fernanda Teixeira (Brasilien)
- Ahendu nde sapukai av Pablo Lamar (Argentina, Paraguay)
- Ergo av Géza M. Tóth (Ungern)
- La Copie de Coralie av Nicolas Engel (Frankrike)
- Next Floor av Denis Villeneuve (Kanada)
- Nosebleed av Jeff Vespa (USA)
- Skhizein av Jérémy Clapin (Frankrike)

Särskilda visningar

- 7 days (Shiva) av Ronit Elkabetz, Shlomi Elkabetz (Israel, Frankrike)
- Rumba av Dominique Abel, Fiona Gordon, Bruno Romy (Frankrike, Belgien)
- Home av Ursula Meier (Schweiz, Frankrike, Belgien)
- The Desert Within (Desierto adentro) av Rodrigo Plá (Mexiko)
- The End of Poverty? (La Fin de la pauvreté?) av Philippe Diaz (USA)
- Enfants de Don Quichotte (Acte 1) av Ronan Dénécé, Augustin Legrand, Jean-Baptiste Legrand (Frankrike)

Kortfilmer
- Areia (Sand) av Caetano Gotardo (Brasilien)
- La Résidence Ylang Ylang av Hachimiya Ahamada (Frankrike, Komorerna)
- L’ondée av David Coquard-Dassault (Frankrike, Kanada)
- Beyond the Mexique Bay av Jean-Marc Rousseau Ruiz (Frankrike, Mexiko)

Prix de la Critique
- Taxi Wala av Lola Frederich (Frankrike)
- Graffiti av Vano Burduli (Georgien)
- Les Filles de feu av Jean-Sébastien Chauvin (Frankrike)
- Les Paradis Perdus av Hélier Cisterne (Frankrike)
- Young Man Falling (Ung and falder) av Martin De Thurah (Danmark)
- A Relationship in Four Days av Peter Glanz (USA)

### Directors' Fortnight
Följande filmer visades under årets Directors' Fortnight (Quinzaine des Réalizateurs): 
Spelfilmer

- Acne av Federico Veiroj
- Our Beloved Month of August (Aquele querido mês de agosto) av Miguel Gomes
- Boogie av Radu Muntean
- Les Bureaux de Dieu av Claire Simon
- Birdsong (El cant dels ocells) av Albert Serra
- Four Nights with Anna (Cztery noce z Anną) av Jerzy Skolimowski
- De la guerre av Bertrand Bonello
- Dernier maquis av Rabah Ameur-Zaïmeche
- Eldorado av Bouli Lanners
- Private Lessons (Elève libre) av Joachim Lafosse
- Liverpool av Lisandro Alonso
- Monsieur Morimoto av Nicola Sornaga
- Knitting (Niú lán zhī nǔ) av Yin Lichuan
- Now Showing av Raya Martin
- The Pleasure of Being Robbed av Josh Safdie
- Il Resto della notte av Frankrikesco Munzi
- Salamandra av Pablo Agüero
- Shultes av Bakur Bakuradze
- Blind Loves (Slepe lásky) av Juraj Lehotský
- Taraneh Tanhaïye Tehran av Saman Salour
- Tony Manero av Pablo Larraín
- Le Voyage aux Pyrénées av Arnaud et Jean-Marie Larrieu

Särskilda visningar

- 40X15 av Olivier Jahan
- Itinéraire de Jean Bricard av Danièle Huillet, Jean-Marie Straub (40 min)
- Le Genou d’Artemide av Jean-Marie Straub (26 min)
- Milestones (Reprise) av John Douglas, Robert Kramer

Kortfilmer

- The Acquaintances of a Lonely John av Benny Safdie
- Ciel éteint! av F.J. Ossang
- Easter Morning av Bruce Conner
- Il fait beau dans la plus belle ville du monde av Valérie Donzelli
- Je vous hais petites filles av Yann Gonzalez
- Kamel s’est suicidé six fois, son père est mort av Soufiane Adel
- MAN av Myna Joseph
- Mes copains av Louis Garrel
- Muro av Tião
- Sagan om den lille Dockpojken av Johannes Nyholm
- Summer Afternoon av Wi-ding Ho
- Vsakdan ni vsak dan av Martin Turk

## Utmärkelser

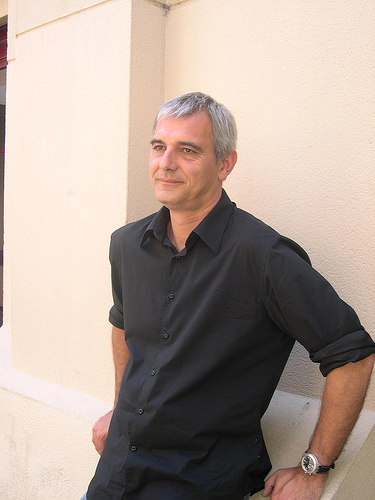
Laurent Cantet, vinnare av Guldpalmen 2008

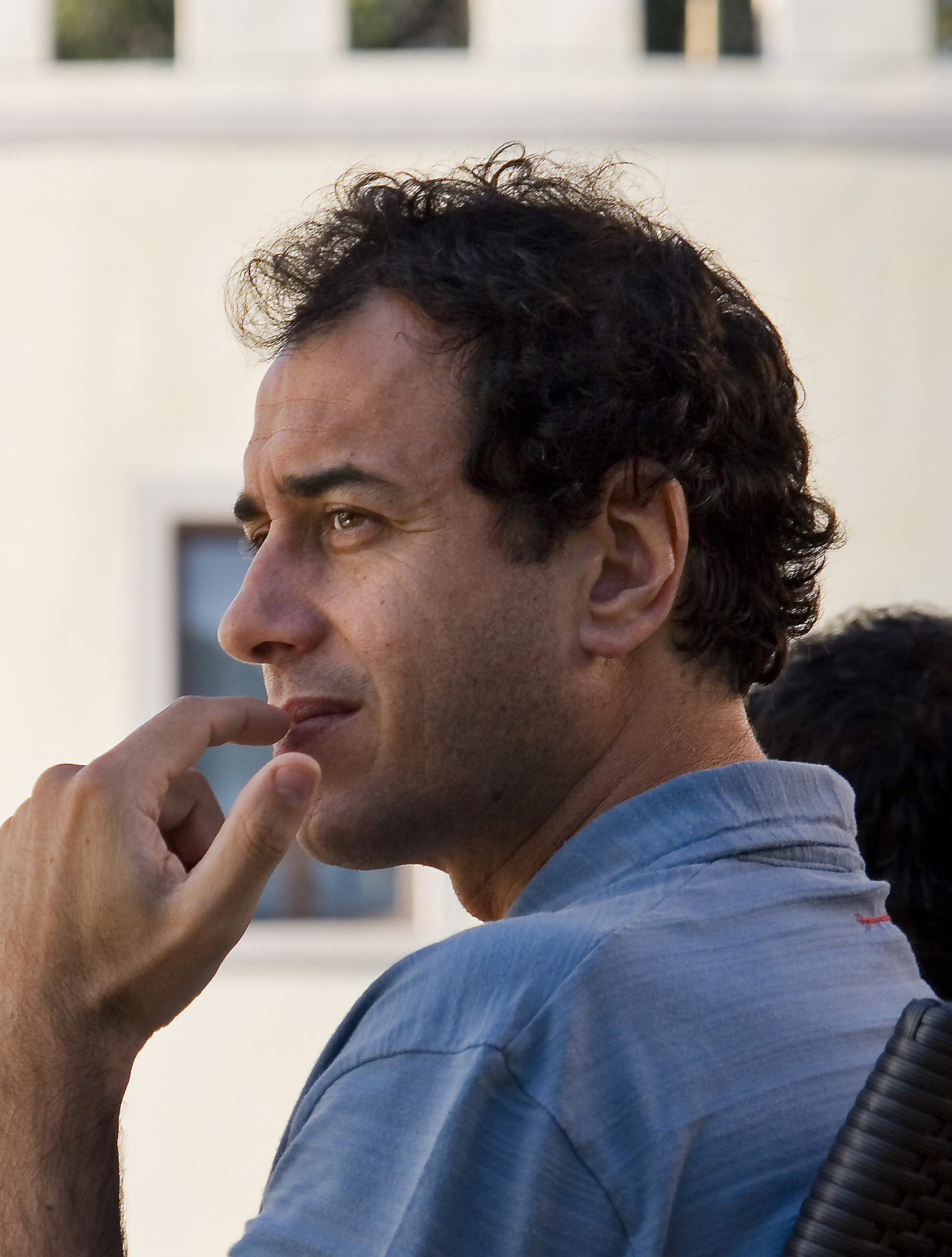
Matteo Garrone, vinnare av Grand Prix 2008

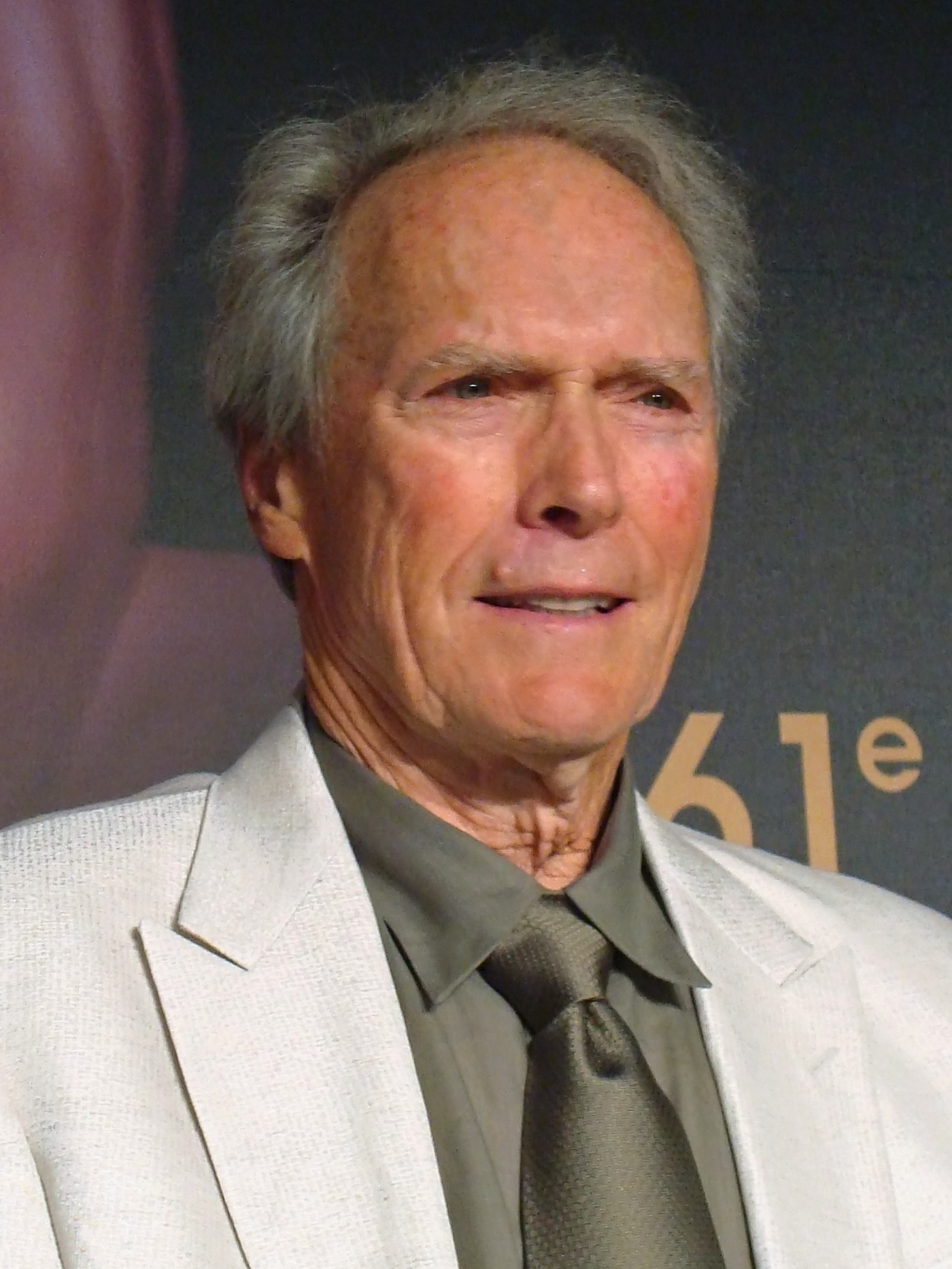
Regissören Clint Eastwood här på festivalen för att marknadsföra filmen Changeling

### Officiella utmärkelser
Följande filmer och personer fick pris:
- Palme d'Or: Mellan väggarna ( Entre les murs ) av Laurent Cantet
- Grand Prix: Gomorra av Matteo Garrone
- Bästa regissörspris: Nuri Bilge Ceylan för tre apor ( Üç Maymun )
- Pris för bästa manus: Luc & Jean-Pierre Dardenne för Lorna's Silence ( Le Silence de Lorna )
- Pris för bästa skådespelerska: Sandra Corveloni i Linha de Passe
- Pris för bästa skådespelare: Benicio del Toro i Che
- Juryns pris: Paolo Sorrentino för Il Divo
- Festivalens specialpris: Catherine Deneuve och Clint Eastwood

Un Certain Regard
- Prix Un Certain Regard: Tulpan av Sergey Dvortsevoy
- Un Certain Regard Special Jury Prize: Tokyo Sonata av Kiyoshi Kurosawa
- Heart Throb Jury Prize: Cloud 9 (Wolke Neun) av Andreas Dresen
- Knockout Prize: Tyson av James Toback
- Prize of Hope: Johnny Mad Dog av Jean-Stéphane Sauvaire

Cinéfondation
- Första pris: Himnon (Anthem) av Elad Keidan
- Andra pris: Forbach av Claire Burger
- Tredje pris: Stop av Park Jae-Ok & Kestomerkitsijät (Roadmarkers) av Juho Kuosmanen

- Caméra d'Or: Hunger av Steve McQueen
- Caméra d'Or - Särskilt omnämnande: Everybody Dies But Me ( Vse umrut, a ya ostanus ) av Valeriya Gai Germanika

Kortfilmer
- Guldpalmen för bästa kortfilm: Megatron av Marian Crişan [25]
- Jurypris: Jerrycan av Julius Avery

### Oberoende utmärkelser
FIPRESCI -priser
- Hunger av Steve McQueen (Un Certain Regard)
- Eldorado av Bouli Lanners (Directors 'Fortnight)
- Delta av Kornél Mundruczó (i tävling)

Vulcan Award of the Technical Artist
- Vulcan Award: Il Divo av Paolo Sorrentino

Den ekumeniska juryn
- Den ekumeniska juryns pris: Adoration av Atom Egoyan

Utmärkelser inom ramen för International Critics 'Week
- Critics Week Grand Prize: Snow ( Snijeg ) av Aida Begić
- SACD Award: Moscow, Belgium ( Aanrijding i Moscou ) av Christophe Van Rompaey
- ACID/CCAS Award: Moscow, Belgium ( Aanrijding i Moscou ) av Christophe Van Rompaey
- OFAJ/TV5MONDE Young Critics Award: Blood Appears ( La Sangre brota ) av Pablo Fendrik
- Canal+ Gran Prix för kortfilm: Next Floor av Denis Villeneuve
- Kodak Discovery Award för bästa kortfilm: Skhizein av Jérémy Clapin

Andra utmärkelser
- Hälsningar Jeunes Prize: Everybody Dies But Me ( Vse umrut, a ya ostanus ) av Valeriya Gai Germanika

Association Prix François Chalais
- Prix François Chalais : Wild Blood ( Sanguepazzo ) av Marco Tullio Giordana[28]